# Jens Jensen Wraae
Jens Jensen Wraae (døbt 10. januar 1777 i Ødis Kirke - død 3. januar 1859 i Haderslev) var en murermester i Haderslev.

## Familie
Han var søn af Jens Jensen Wraa (Taggerens (tagdækker)) fra Ødis og hans ægte hustru An Botilla Maria Christina, født Hansdatter.
Han blev gift 3 gange. Første gang med Anna Botilla Mortensdatter. De fik ingen børn. Anden gang med Hanne Christine Nielsen, og de fik 2 børn: Anna Botilla Wraa og Christian Wraa. Tredje gang med Johanne Christine Ravnsgaard, og de fik sønnen Jens Wraa. Han boede på Torvet 2 i Haderslev.
Han er begravet på Klosterkirkegården i Haderslev. Hans gravminde er et historicistisk monument i sandsten, sammensat af flere dele. Hele monumentet står på en lav sokkel. Monumentet har form af en bygning, hvilket er passende til en bygmester. På marmorpladen, under buen med byggeværktøj, står i skriveskrift:"Hier ruhen Jens Jensen Wraae und Familie, Heil Euch, Auf Gott ruhe Eure Hoffnung. Erlebt und leben sollt auch Ihr." - Her hviler Jens Jensen Wraae og hans familie, hil jer, i gud hvile jeres håb. Oplev og leve skal også i.

## Virke
Han var murermester, bygmester og arkitekt i Haderslev. Den 11.7.1816 blev han Borger i Haderslev 

## Bygninger
| Opført  | Adresse       | Art                                                                  | fredet siden |
| ------- | ------------- | -------------------------------------------------------------------- | ------------ |
| 1816    | Bispegade 9   | 5-fags grundmuret forhus i 2 etager                                  |              |
| 1820rne | Klosteret 8   | Grundmuret 3-fags langhus, teglhængt heltag                          |              |
| 1820rne | Klosteret 10  | Grundmuret 4-fags langhus med teglhængt heltag og en skorstenspibe   |              |
| 1820rne | Klostert 12   | Grundmuret 6-fags langhus med teglhængt heltag                       |              |
| 1820rne | Klosteret 14  | Grundmuret 4-fags langhus med teglhængt heltag                       |              |
| 1820rne | Klosteret 16  | Grundmuret 5-fags langhus med teglhængt heltag                       |              |
| 1820rne | Klosteret 18  | Grundmuret 5-fags langhus med teglhængt heltag og en skorstenspibe   |              |
| 1830    | Nørregade 41  | "Friedrichs Schule", Grundmuret gavlhus med 9 vinduesfag i to etager |              |
| 1829-30 | Præstegade 12 | "Wilhelminenschule", pigeskole                                       | 1988         |
| 1829-34 | Klosteret 4-6 | Grundmuret langhus i 6-fag i 2 etager                                |              |
| ca.1850 | Klosteret 23  | Baghus                                                               |              |
| 1853    | Klosteret 25  | Baghus                                                               |              |

- Klosteret 6-4
- Klosteret 8-10
- Klosteret 12
- Klosteret 16-14
- Klosteret 18